# Kazimierz Józef Hess

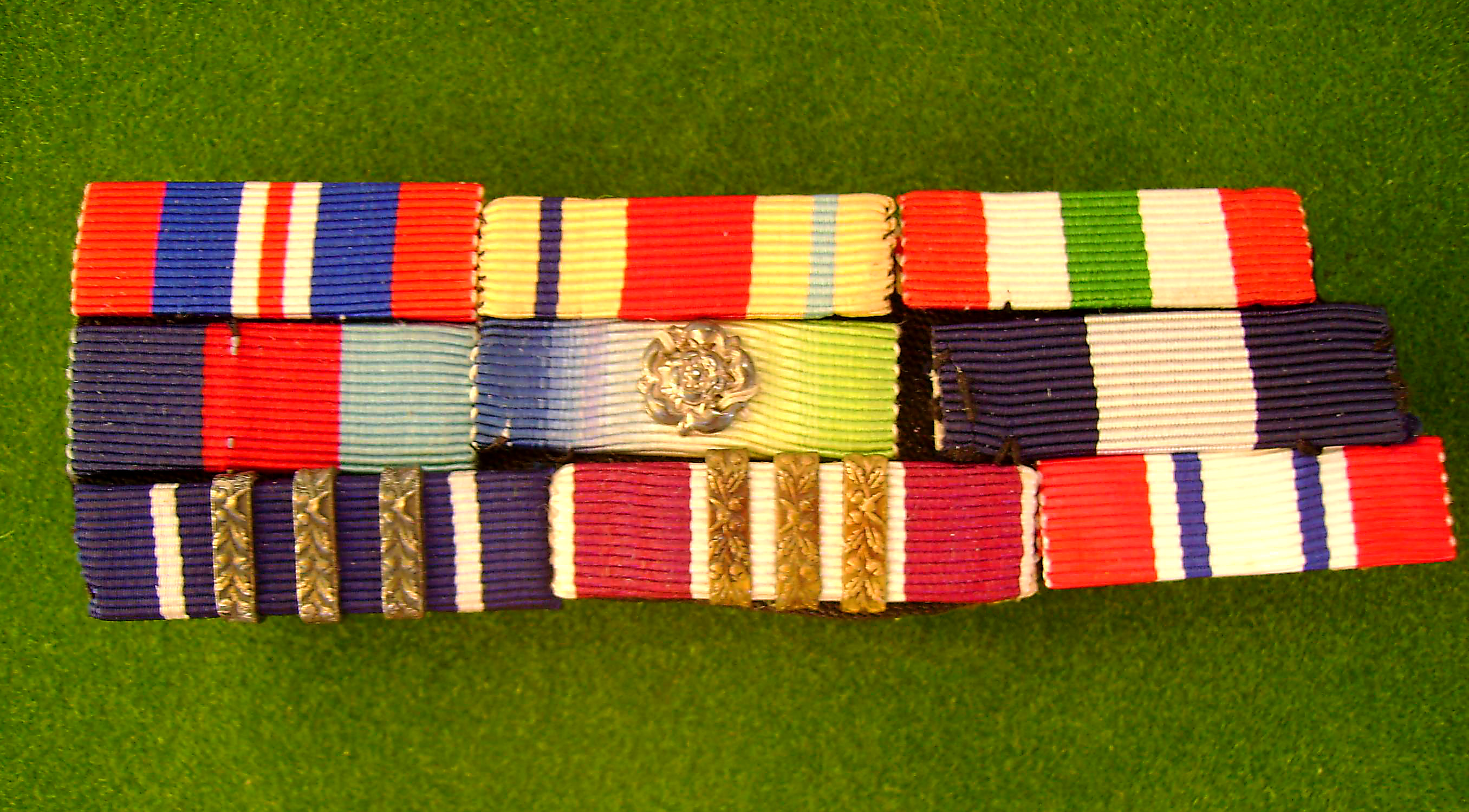
Baretki komandora Hessa

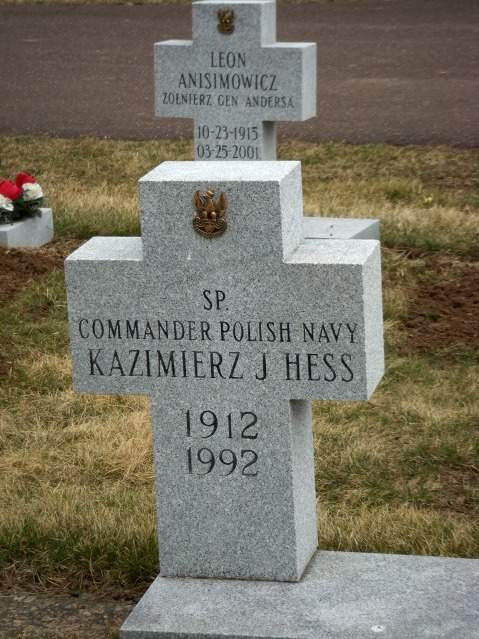
Miejsce spoczynku K.J.Hessa

Kazimierz Józef Hess (ur. 2 grudnia 1912 w Tomaszowie Mazowieckim, zm. 9 grudnia 1992 w Nowym Jorku) – komandor podporucznik Polskiej Marynarki Wojennej, uczestnik II wojny światowej.

## Życiorys
Był najmłodszym z trojga dzieci Edmunda i Cecylii Marianny z Siwców. Ojciec, majster tkacki zmarł w 1918 r. Uczył się w Gimnazjum Koedukacyjnym Magistratu Miasta w Tomaszowie, gdzie w 1930 uzyskał świadectwo dojrzałości. 
W lipcu tego roku rozpoczął naukę w Szkole Podchorążych Marynarki Wojennej w Toruniu i ukończył ją w sierpniu 1933 w stopniu podporucznika marynarki. W dniu 1 stycznia 1936 awansował na porucznika marynarki. W październiku tego roku ukończył w Gdyni Kurs Oficerów Artylerii Morskiej i został skierowany na Hel, gdzie do czerwca 1938 był zastępcą dowódcy baterii. Od 6 sierpnia 1939 służył na ORP Błyskawica jako l oficer artylerii, a od 2 października jako p.o. zastępcy dowódcy. Uczestniczył w przejściu okrętu do Anglii, a później w pierwszym ataku na niemiecki okręt podwodny „U-boot”. 27 marca 1940 roku został skierowany na ORP Grom. Za zasługi w operacji pod Narwikiem i wzorowe zachowanie podczas zatopienia okrętu (4 maja 1940) został dwukrotnie odznaczony Krzyżem Walecznych. W czerwcu 1940 wysłany był przez dowódcę ORP Gdynia do Falmouth w związku z ewakuacją polskich żołnierzy z Francji do Wielkiej Brytanii. Od lipca do września 1940 był I oficerem artylerii na kontrtorpedowcu OF Ouragan. 24 października 1940 objął służbę na ORP Piorun. Jako oficer artylerii uczestniczył m.in. w konwojach, w pościgach i walce artyleryjskiej z niemieckim pancernikiem Bismarck. 4 lipca 1942 roku otrzymał obowiązki zastępcy dowódcy okrętu i kierownika działu pokładowego ORP Piorun. 3 maja 1945 roku został mianowany komandorem podporucznikiem ze starszeństwem z 3 maja 1945 roku i 5. lokatą w korpusie oficerów morskich. Od 5 maja do 22 grudnia 1945 był dowódcą ORP Garland. Od 1946 roku pracował w Kwaterze Głównej Marynarki Wojennej RP w Londynie. 
Opuścił Wielką Brytanię w 1947 i emigrował do Stanów Zjednoczonych. Przez około półtora roku pływał pod banderą panamską. Później pływał w Amerykańskiej Marynarce Wojennej, a następnie na okręcie hydrograficznym. Był długoletnim członkiem Stowarzyszenia Marynarki Wojennej. Zmarł w Nowym Jorku prawdopodobnie na początku grudnia. Został pochowany na cmentarzu przy Narodowym Sanktuarium Matki Bożej Częstochowskiej w Doylestown 9 grudnia 1992.
Symboliczną tabliczkę poświęconą Hessowi rodzina umieściła na grobie jego matki (kwatera 14), na cmentarzu rzymskokatolickim w Tomaszowie Mazowieckim przy ul. Smutnej. Z krótkotrwałego małżeństwa (zawartego w Anglii) ze Stanisławą Mejerówną H. dzieci nie miał.

## Odznaczenia
- Krzyż Walecznych – czterokrotnie (2x w 1940, 1942, 1944)
- Medal Morski – czterokrotnie
- Distinguished Service Cross – Wielka Brytania
- 1939–1945 Star
- War Medal 1939–1945
- Atlantic Star
- France and Germany Star
- Africa Star
- Italy Star
- Deltagermedaljen (Norwegia)